# Акрополь (район Афін)
Акрополь (грец. Ακαδημία Πλάτωνος) — район в центрі Афін, розташований вздовж вулиці Діонісія Ареопагіта, між Афінським акрополем та Пагорбом Філопаппу. Найближча станція Афінського метрополітену — станція Панепістиміо. Найближча станція Афінського метрополітену — станція «Акрополі».
Окрім Акрополя та пам'ятника Філопаппу тут розташовані Одеон Ірода Аттика, руїни театру Діоніса, Ареопага. За даними Грецької національної організації з туризму, Акрополь щорічно відвідує найбільша кількість туристів у порівнянні з іншими районами Афін.